# Prawo restrukturyzacyjne
Prawo restrukturyzacyjne – ustawa z dnia 15 maja 2015 r. regulująca zawieranie przez dłużnika niewypłacalnego lub zagrożonego niewypłacalnością układu z wierzycielami oraz skutki układu i przeprowadzanie działań sanacyjnych.
Ustawa ta zmieniła Prawo upadłościowe i naprawcze, nadając jej z dniem 1 stycznia 2016 r. tytuł Prawo upadłościowe i uchylając jej przepisy o postępowaniu naprawczym. Ustawa w miejsce tego postępowania wprowadziła postępowanie restrukturyzacyjne.

## Systematyka ustawy i zakres regulacji
Ustawa z dnia 15 maja 2015 r. – Prawo restrukturyzacyjne składa się z 6 tytułów. Tytuły dzielą się na działy, działy dzielą się na rozdziały. W niektórych rozdziałach dodatkowo wydzielono oddziały. Ustawa normuje: 
- postępowanie o zatwierdzenie układu
- przyspieszone postępowanie układowe
- postępowanie układowe
- postępowanie sanacyjne.

## Nowelizacje
Od czasu wejścia w życie ustawa była nowelizowana wielokrotnie. Ostatnia zmiana weszła w życie 10 listopada 2024 roku. Przejściowe zmiany prawne w zakresie postępowania restrukturyzacyjnego znalazły się w ustawie o dopłatach do oprocentowania kredytów bankowych udzielanych przedsiębiorcom dotkniętym skutkami COVID-19 oraz o uproszczonym postępowaniu o zatwierdzenie układu w związku z wystąpieniem COVID-19 i dotyczyły uproszczenia istniejących regulacji poprzez zwiększenie ochrony przed egzekucją oraz wypowiedzeniem umów dłużnikom, oraz uproszczenie formalności związanych z zawieraniem układów z wierzycielami. 
Prawo do skorzystania z nowych uprawnień przysługuje przedsiębiorcom, spółkom z ograniczoną odpowiedzialnością i spółkom akcyjnym, które nie prowadzą działalności gospodarczej, a także wspólnikom spółek partnerskich i wspólnikom osobowych spółek handlowych, którzy ponoszą odpowiedzialność za zobowiązania spółki całym swym majątkiem. Do skorzystania z uproszczonego postępowania restrukturyzacyjnego konieczne jest sporządzenie umowy z doradcą restrukturyzacyjnym oraz kontraktu obustronnego określającego przedmiot umowy, oraz obowiązki przypadające w udziale dłużnikom i nadzorcom układu. Dniem otwarcia uproszczonego postępowania o zatwierdzenie układu jest dzień dokonania obwieszczenia o tym fakcie w Monitorze Sądowym i Gospodarczym. Obwieszczenia, o którym mowa w zdaniu poprzedzającym uprawniony może dokonać wyłącznie raz. Nadzorca układu zobowiązany jest do zawiadomienia sądu właściwego do rozpatrywania sprawy o dokonanym w Monitorze Sądowym i Gospodarczym obwieszczeniu o otwarciu postępowania o zatwierdzenie układu zawierającym informacje o propozycjach układowych, a także o spisie wierzytelności i wierzytelności spornych. Do przyjęcia układu dochodzi w przypadku opowiedzenia się za układem większości wierzycieli posiadających łącznie 2/3 sumy wierzytelności wszystkich uprawnionych do głosowania. Przyjęcie układu może być stwierdzone jedynie przez nadzorcę restrukturyzacyjnego, a wniosek o jego zatwierdzenie musi zostać przekazany do zawiadomionego wcześniej sądu.
Uproszczone postępowanie restrukturyzacyjne zakończyło swój byt prawny z dniem 30 listopada 2021 r. Od 1 grudnia 2021 r. obowiązuje bowiem znowelizowana wersja jednego z postępowań restrukturyzacyjnych, jakim jest postępowanie o zatwierdzenie układu. Zmodyfikowane postępowanie o zatwierdzenie układu bazuje na uproszczonym postępowaniu restrukturyzacyjnym. Nie jest jednak jego odzwierciedleniem, przez co nie jest tak atrakcyjne dla dłużników chcących otworzyć postępowanie restrukturyzacyjne. Od 1 grudnia 2021 r. obowiązuje również Krajowy Rejestr Zadłużonych, który jest systemem teleinformatycznym obsługującym postępowania restrukturyzacyjne oraz upadłościowe.